# 南条郡
- 令制国一覧 > 北陸道 > 越前国 > 南条郡
- 日本 > 中部地方 > 福井県 > 南条郡

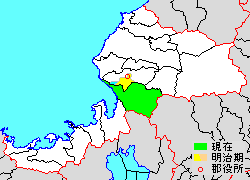
福井県南条郡の位置（緑：南越前町 黄：明治期 水色：後に他郡から編入した区域）

南条郡（なんじょうぐん）は、福井県（越前国）の郡。
人口9,049人、面積343.69km²、人口密度26.3人/km²。（2025年4月1日、推計人口）
以下の1町を含む。
- 南越前町（みなみえちぜんちょう）

## 郡域
1878年（明治11年）に行政区画として発足した当時の郡域は、上記1町に越前市の一部（日野川以西かつ北府、平出、深草、中央、日野美、北千福町、沢町、岡本町、広瀬町、下中津原町、湯谷町より南東および向新保町・下平吹町・中平吹町）を加えた区域にあたる。

## 歴史
- 中世 - 丹生郡の南部と敦賀郡の北部より南仲条郡が起立。
- 寛文4年（1664年） - 南仲条郡が改称して南条郡となる。

### 近世以降の沿革
- 「旧高旧領取調帳」に記載されている明治初年時点での支配は以下の通り。○は村内に寺社除地[注釈 1]が存在。（1町82村6浦）

| 知行         | 知行                                    | 村数         | 村名 |
| ------------ | --------------------------------------- | ------------ | --- |
| 幕府領       | 幕府領（福井藩預地）                    | 10村         | 馬上免村、燧村、久喜村、古木村、上温谷村、小倉谷村、瀬戸村、杣木俣村、東谷村、向新保村 |
| 幕府領       | 旗本領（金森氏）                        | 3村          | 牧谷村、清水村、白崎村 |
| 藩領         | 越前福井藩                              | 1町 50村 6浦 | 帰村、新道村、大桐村、山中村、二ツ屋村、板取村、孫谷村、荒井村、八飯村、宇津尾村、橋立村、広野村、枡谷村、岩谷村、大河内村、今庄村、長沢村、湯尾村、鯖波村、上別所村、奥野々村、東大道村、西大道村、脇本村、中平吹村、下平吹村、○国兼村、今宿村、下温谷村、中村、小松村、瓜生野村、具谷村、河内村、河野浦、大谷浦、大良浦、今泉浦、赤萩村、甲楽城浦、糠ノ浦、八田村、湯谷村、岡本村、上広瀬村、下広瀬村、行松村、四郎丸村、常久村、松森村、高瀬村、三ツ口村、大門川原村、北府村、平出村、府中町、上市村 |
| 藩領         | 三河西尾藩                              | 5村          | 春日野村、下中津原村、下別所村、池ノ上村、堂宮村 |
| 藩領         | 美濃郡上藩                              | 4村          | 金粕村、上野村、千福村、妙法寺村 |
| 藩領         | 若狭小浜藩                              | 3村          | 八乙女村、社谷村、塚原村 |
| 藩領         | 越前丸岡藩                              | 2村          | 大門村、合波村 |
| 藩領         | 西尾藩・小浜藩                          | 1村          | 阿久和村 |
| 藩領         | 郡上藩・小浜藩                          | 1村          | 中津原村 |
| 幕府領・藩領 | 幕府領（福井藩預地）・ 旗本領（本多氏） | 1村          | 鋳物師村 |
| 幕府領・藩領 | 幕府領（福井藩預地）・福井藩            | 1村          | 上平吹村 |
| 幕府領・藩領 | 幕府領（福井藩預地）・西尾藩            | 1村          | 中小屋村 |

- 明治2年（1869年） - 府中町が改称して武生町となる。
- 明治3年12月22日（1871年2月11日） - 幕府領・旗本領が本保県の管轄となる。
- 明治4年
  - 7月14日（1871年8月29日） - 廃藩置県により、藩領が福井県（第1次）、西尾県、郡上県、小浜県、丸岡県の管轄となる。
  - 11月15日（1871年12月26日） - 第1次府県統合により、西尾県の管轄区域が額田県の管轄となる。
  - 11月20日（1871年12月31日） - 第1次府県統合により、全域が敦賀県の管轄となる。
- 明治8年（1875年）8月21日 - 第2次府県統合により石川県の管轄となる。
- 明治初年（1町82村6浦）
  - 東大道村の一部が分立して新河原村となる。
  - 上広瀬村・下広瀬村が合併して広瀬村となる。
- 明治11年（1878年）12月17日 - 郡区町村編制法の石川県での施行により、行政区画としての南条郡が発足。「南条今立郡役所」が武生蓬莱町に設置され、今立郡とともに管轄。
- 明治12年（1879年）12月26日 - 今立郡杉谷村の所属郡が本郡に変更[注釈 10][1]。(1町83村6浦）
- 明治14年（1881年）
  - 2月7日 - 福井県（第2次）の管轄となる。
  - 2月21日 - 丹生郡沢村の所属郡が本郡に変更。（1町84村6浦）
- 明治18年（1885年） - 敦賀郡菅谷村の所属郡が本郡に変更され、本郡内にあった敦賀郡の飛地を解消。（1町85村6浦）

### 町村制以降の沿革

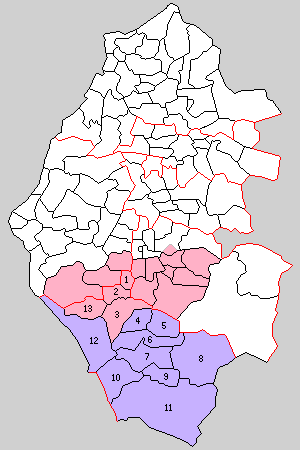
1.武生町 2.茶臼山村 3.王子保村 4.南日野村 5.北杣山村 6.南杣山村 7.湯尾村 8.宅良村 9.今庄村 10.鹿蒜村 11.鹿見村 12.河野村 13.坂口村（赤：越前市 紫：南越前町）

- 明治22年（1889年）4月1日 - 町村制の施行により、以下の町村が発足。特記以外は全域が現・南越前町。（1町12村）
  - 武生町 ← 武生町[注釈 11]、大門河原村、上市村、北府村、平出村（現・越前市）
  - 茶臼山村 ← 池ノ上村、広瀬村、岡本村、沢村、高瀬村、千福村、妙法寺村、三ツ口村、常久村、松森村、行松村（現・越前市）
  - 王子保村 ← 春日野村、白崎村、塚原村、四郎丸村、今宿村、下平吹村、中平吹村、国兼村、下温谷村、小松村、中村、瓜生野村（現・越前市）
  - 南日野村 ← 上平吹村、脇本村、清水村、東谷村、西大道村、東大道村
  - 北杣山村 ← 鋳物師村、牧谷村、金粕村、堂宮村、上野村
  - 南杣山村 ← 新河原村、鯖波村、上別所村、奥野々村、阿久和村、中小屋村
  - 湯尾村 ← 湯尾村、燧村、八乙女村、社谷村
  - 宅良村 ← 久喜村、長沢村、馬上免村、古木村、上温谷村、小倉谷村、瀬戸村、杉谷村、杣木俣村
  - 今庄村（単独村制）
  - 鹿蒜村 ← 帰村、新道村、大桐村、山中村、二ツ屋村
  - 鹿見村 ← 合波村、大門村、孫谷村、板取村、荒井村、八飯村、宇津尾村、枡谷村、橋立村、広野村、岩谷村、大河内村
  - 河野村 ← 糠ノ浦、八田村、甲楽城浦、今泉浦、河野浦、大良浦、大谷浦、菅谷村、河内村、赤萩村、具谷村
  - 坂口村 ← 中津原村、下中津原村、下別所村、湯谷村、丹生郡勾当原村、中山村（現・越前市）
  - 向新保村が今立郡北日野村の一部となる。
- 明治24年（1891年）4月1日 - 郡制を施行。南条郡役所が武生町に設置。
- 明治23年（1890年）
  - 3月6日 - 鹿見村が改称して堺村となる。
  - 5月7日 - 茶臼山村が改称して神山村となる。
- 大正12年（1923年）4月1日 - 郡会が廃止。郡役所は存続。
- 大正15年（1926年）7月1日 - 郡役所が廃止。以降は地域区分名称となる。
- 昭和23年（1948年）4月1日 - 武生町・神山村が合併して武生市（現・越前市）が発足し、郡より離脱。（11村）
- 昭和26年（1951年）
  - 3月30日 - 坂口村が武生市に編入。（10村）
  - 4月1日 - 鹿蒜村が今庄村に編入。（9村）
- 昭和29年（1954年）
  - 1月1日 - 南日野村・北杣山村・南杣山村が合併して南条村が発足。（7村）
  - 7月5日 - 王子保村が武生市に編入。（6村）
- 昭和30年（1955年）4月1日 - 今庄村・堺村・宅良村・湯尾村が合併して今庄町が発足。（1町2村）
- 昭和39年（1964年）9月1日 - 南条村が町制施行して南条町となる。（2町1村）
- 平成17年（2005年）1月1日 - 今庄町・南条町・河野村が合併して南越前町が発足。（1町）

### 変遷表
| 明治以前       | 明治初年 - 明治22年                    | 明治22年 4月1日 町村制施行 | 明治22年 - 昭和20年        | 昭和21年 - 昭和30年          | 昭和31年 - 昭和64年        | 平成元年 - 現在         | 現在     |
| -------------- | -------------------------------------- | -------------------------- | -------------------------- | ---------------------------- | -------------------------- | ----------------------- | -------- |
| 府中本町       | 明治2年 改称 武生町                    | 武生町                     | 武生町                     | 昭和23年4月1日 武生市        | 武生市                     | 平成17年10月1日 越前市  | 越前市   |
| 北府村         | 北府村                                 | 武生町                     | 武生町                     | 昭和23年4月1日 武生市        | 武生市                     | 平成17年10月1日 越前市  | 越前市   |
| 上市村         | 上市村                                 | 武生町                     | 武生町                     | 昭和23年4月1日 武生市        | 武生市                     | 平成17年10月1日 越前市  | 越前市   |
| 大門河原村     | 大門河原村                             | 武生町                     | 武生町                     | 昭和23年4月1日 武生市        | 武生市                     | 平成17年10月1日 越前市  | 越前市   |
| 平出村         | 平出村                                 | 武生町                     | 武生町                     | 昭和23年4月1日 武生市        | 武生市                     | 平成17年10月1日 越前市  | 越前市   |
| 高瀬村         | 高瀬村                                 | 茶臼山村                   | 明治23年5月7日 改称 神山村 | 昭和23年4月1日 武生市        | 武生市                     | 平成17年10月1日 越前市  | 越前市   |
| 池上村         | 池上村                                 | 茶臼山村                   | 明治23年5月7日 改称 神山村 | 昭和23年4月1日 武生市        | 武生市                     | 平成17年10月1日 越前市  | 越前市   |
| 岡本村         | 岡本村                                 | 茶臼山村                   | 明治23年5月7日 改称 神山村 | 昭和23年4月1日 武生市        | 武生市                     | 平成17年10月1日 越前市  | 越前市   |
| 千福村         | 千福村                                 | 茶臼山村                   | 明治23年5月7日 改称 神山村 | 昭和23年4月1日 武生市        | 武生市                     | 平成17年10月1日 越前市  | 越前市   |
| 常久村         | 常久村                                 | 茶臼山村                   | 明治23年5月7日 改称 神山村 | 昭和23年4月1日 武生市        | 武生市                     | 平成17年10月1日 越前市  | 越前市   |
| 上広瀬村       | 明治初年 広瀬村                        | 茶臼山村                   | 明治23年5月7日 改称 神山村 | 昭和23年4月1日 武生市        | 武生市                     | 平成17年10月1日 越前市  | 越前市   |
| 下広瀬村       | 明治初年 広瀬村                        | 茶臼山村                   | 明治23年5月7日 改称 神山村 | 昭和23年4月1日 武生市        | 武生市                     | 平成17年10月1日 越前市  | 越前市   |
| 松森村         | 松森村                                 | 茶臼山村                   | 明治23年5月7日 改称 神山村 | 昭和23年4月1日 武生市        | 武生市                     | 平成17年10月1日 越前市  | 越前市   |
| 三口村         | 三口村                                 | 茶臼山村                   | 明治23年5月7日 改称 神山村 | 昭和23年4月1日 武生市        | 武生市                     | 平成17年10月1日 越前市  | 越前市   |
| 妙法寺村       | 妙法寺村                               | 茶臼山村                   | 明治23年5月7日 改称 神山村 | 昭和23年4月1日 武生市        | 武生市                     | 平成17年10月1日 越前市  | 越前市   |
| 行松村         | 行松村                                 | 茶臼山村                   | 明治23年5月7日 改称 神山村 | 昭和23年4月1日 武生市        | 武生市                     | 平成17年10月1日 越前市  | 越前市   |
| 印内村         | 印内村                                 | 茶臼山村                   | 明治23年5月7日 改称 神山村 | 昭和23年4月1日 武生市        | 武生市                     | 平成17年10月1日 越前市  | 越前市   |
| 丹生郡沢村     | 明治14年2月21日 所属変更 南条郡沢村    | 茶臼山村                   | 明治23年5月7日 改称 神山村 | 昭和23年4月1日 武生市        | 武生市                     | 平成17年10月1日 越前市  | 越前市   |
| 丹生郡勾当原村 | 丹生郡勾当原村                         | 坂口村                     | 坂口村                     | 昭和26年3月30日 武生市に編入 | 武生市                     | 平成17年10月1日 越前市  | 越前市   |
| 丹生郡中山村   | 丹生郡中山村                           | 坂口村                     | 坂口村                     | 昭和26年3月30日 武生市に編入 | 武生市                     | 平成17年10月1日 越前市  | 越前市   |
| 湯谷村         | 湯谷村                                 | 坂口村                     | 坂口村                     | 昭和26年3月30日 武生市に編入 | 武生市                     | 平成17年10月1日 越前市  | 越前市   |
| 中津原村       | 中津原村                               | 坂口村                     | 坂口村                     | 昭和26年3月30日 武生市に編入 | 武生市                     | 平成17年10月1日 越前市  | 越前市   |
| 下中津原村     | 下中津原村                             | 坂口村                     | 坂口村                     | 昭和26年3月30日 武生市に編入 | 武生市                     | 平成17年10月1日 越前市  | 越前市   |
| 下別所村       | 下別所村                               | 坂口村                     | 坂口村                     | 昭和26年3月30日 武生市に編入 | 武生市                     | 平成17年10月1日 越前市  | 越前市   |
| 今宿村         | 今宿村                                 | 王子保村                   | 王子保村                   | 昭和29年7月5日 武生市に編入  | 武生市                     | 平成17年10月1日 越前市  | 越前市   |
| 瓜生野村       | 瓜生野村                               | 王子保村                   | 王子保村                   | 昭和29年7月5日 武生市に編入  | 武生市                     | 平成17年10月1日 越前市  | 越前市   |
| 春日野村       | 春日野村                               | 王子保村                   | 王子保村                   | 昭和29年7月5日 武生市に編入  | 武生市                     | 平成17年10月1日 越前市  | 越前市   |
| 国兼村         | 国兼村                                 | 王子保村                   | 王子保村                   | 昭和29年7月5日 武生市に編入  | 武生市                     | 平成17年10月1日 越前市  | 越前市   |
| 小松村         | 小松村                                 | 王子保村                   | 王子保村                   | 昭和29年7月5日 武生市に編入  | 武生市                     | 平成17年10月1日 越前市  | 越前市   |
| 四郎丸村       | 四郎丸村                               | 王子保村                   | 王子保村                   | 昭和29年7月5日 武生市に編入  | 武生市                     | 平成17年10月1日 越前市  | 越前市   |
| 白崎村         | 白崎村                                 | 王子保村                   | 王子保村                   | 昭和29年7月5日 武生市に編入  | 武生市                     | 平成17年10月1日 越前市  | 越前市   |
| 塚原村         | 塚原村                                 | 王子保村                   | 王子保村                   | 昭和29年7月5日 武生市に編入  | 武生市                     | 平成17年10月1日 越前市  | 越前市   |
| 中村           | 中村                                   | 王子保村                   | 王子保村                   | 昭和29年7月5日 武生市に編入  | 武生市                     | 平成17年10月1日 越前市  | 越前市   |
| 下温谷村       | 下温谷村                               | 王子保村                   | 王子保村                   | 昭和29年7月5日 武生市に編入  | 武生市                     | 平成17年10月1日 越前市  | 越前市   |
| 中平吹村       | 中平吹村                               | 王子保村                   | 王子保村                   | 昭和29年7月5日 武生市に編入  | 武生市                     | 平成17年10月1日 越前市  | 越前市   |
| 下平吹村       | 下平吹村                               | 王子保村                   | 王子保村                   | 昭和29年7月5日 武生市に編入  | 武生市                     | 平成17年10月1日 越前市  | 越前市   |
| 向新保村       | 向新保村                               | 今立郡 北日野村 の一部     | 今立郡北日野村の一部       | 昭和29年7月5日 武生市に編入  | 武生市                     | 平成17年10月1日 越前市  | 越前市   |
| 今庄村         | 今庄村                                 | 今庄村                     | 今庄村                     | 昭和26年4月1日 今庄村        | 昭和30年4月1日 今庄町      | 平成17年1月1日 南越前町 | 南越前町 |
| 帰村           | 帰村                                   | 鹿蒜村                     | 鹿蒜村                     | 昭和26年4月1日 今庄村        | 昭和30年4月1日 今庄町      | 平成17年1月1日 南越前町 | 南越前町 |
| 大桐村         | 大桐村                                 | 鹿蒜村                     | 鹿蒜村                     | 昭和26年4月1日 今庄村        | 昭和30年4月1日 今庄町      | 平成17年1月1日 南越前町 | 南越前町 |
| 新道村         | 新道村                                 | 鹿蒜村                     | 鹿蒜村                     | 昭和26年4月1日 今庄村        | 昭和30年4月1日 今庄町      | 平成17年1月1日 南越前町 | 南越前町 |
| 二ツ屋村       | 二ツ屋村                               | 鹿蒜村                     | 鹿蒜村                     | 昭和26年4月1日 今庄村        | 昭和30年4月1日 今庄町      | 平成17年1月1日 南越前町 | 南越前町 |
| 山中村         | 山中村                                 | 鹿蒜村                     | 鹿蒜村                     | 昭和26年4月1日 今庄村        | 昭和30年4月1日 今庄町      | 平成17年1月1日 南越前町 | 南越前町 |
| 大門村         | 大門村                                 | 鹿見村                     | 明治23年3月6日 改称 堺村   | 堺村                         | 昭和30年4月1日 今庄町      | 平成17年1月1日 南越前町 | 南越前町 |
| 合波村         | 合波村                                 | 鹿見村                     | 明治23年3月6日 改称 堺村   | 堺村                         | 昭和30年4月1日 今庄町      | 平成17年1月1日 南越前町 | 南越前町 |
| 荒井村         | 荒井村                                 | 鹿見村                     | 明治23年3月6日 改称 堺村   | 堺村                         | 昭和30年4月1日 今庄町      | 平成17年1月1日 南越前町 | 南越前町 |
| 板取村         | 板取村                                 | 鹿見村                     | 明治23年3月6日 改称 堺村   | 堺村                         | 昭和30年4月1日 今庄町      | 平成17年1月1日 南越前町 | 南越前町 |
| 岩屋村         | 岩屋村                                 | 鹿見村                     | 明治23年3月6日 改称 堺村   | 堺村                         | 昭和30年4月1日 今庄町      | 平成17年1月1日 南越前町 | 南越前町 |
| 宇津尾村       | 宇津尾村                               | 鹿見村                     | 明治23年3月6日 改称 堺村   | 堺村                         | 昭和30年4月1日 今庄町      | 平成17年1月1日 南越前町 | 南越前町 |
| 大河内村       | 大河内村                               | 鹿見村                     | 明治23年3月6日 改称 堺村   | 堺村                         | 昭和30年4月1日 今庄町      | 平成17年1月1日 南越前町 | 南越前町 |
| 橋立村         | 橋立村                                 | 鹿見村                     | 明治23年3月6日 改称 堺村   | 堺村                         | 昭和30年4月1日 今庄町      | 平成17年1月1日 南越前町 | 南越前町 |
| 広野村         | 広野村                                 | 鹿見村                     | 明治23年3月6日 改称 堺村   | 堺村                         | 昭和30年4月1日 今庄町      | 平成17年1月1日 南越前町 | 南越前町 |
| 孫谷村         | 孫谷村                                 | 鹿見村                     | 明治23年3月6日 改称 堺村   | 堺村                         | 昭和30年4月1日 今庄町      | 平成17年1月1日 南越前町 | 南越前町 |
| 桝谷村         | 桝谷村                                 | 鹿見村                     | 明治23年3月6日 改称 堺村   | 堺村                         | 昭和30年4月1日 今庄町      | 平成17年1月1日 南越前町 | 南越前町 |
| 八飯村         | 八飯村                                 | 鹿見村                     | 明治23年3月6日 改称 堺村   | 堺村                         | 昭和30年4月1日 今庄町      | 平成17年1月1日 南越前町 | 南越前町 |
| 小倉谷村       | 小倉谷村                               | 宅良村                     | 宅良村                     | 宅良村                       | 昭和30年4月1日 今庄町      | 平成17年1月1日 南越前町 | 南越前町 |
| 久喜村         | 久喜村                                 | 宅良村                     | 宅良村                     | 宅良村                       | 昭和30年4月1日 今庄町      | 平成17年1月1日 南越前町 | 南越前町 |
| 瀬戸村         | 瀬戸村                                 | 宅良村                     | 宅良村                     | 宅良村                       | 昭和30年4月1日 今庄町      | 平成17年1月1日 南越前町 | 南越前町 |
| 杣木俣村       | 杣木俣村                               | 宅良村                     | 宅良村                     | 宅良村                       | 昭和30年4月1日 今庄町      | 平成17年1月1日 南越前町 | 南越前町 |
| 長沢村         | 長沢村                                 | 宅良村                     | 宅良村                     | 宅良村                       | 昭和30年4月1日 今庄町      | 平成17年1月1日 南越前町 | 南越前町 |
| 馬上免村       | 馬上免村                               | 宅良村                     | 宅良村                     | 宅良村                       | 昭和30年4月1日 今庄町      | 平成17年1月1日 南越前町 | 南越前町 |
| 古木村         | 古木村                                 | 宅良村                     | 宅良村                     | 宅良村                       | 昭和30年4月1日 今庄町      | 平成17年1月1日 南越前町 | 南越前町 |
| 上温谷村       | 上温谷村                               | 宅良村                     | 宅良村                     | 宅良村                       | 昭和30年4月1日 今庄町      | 平成17年1月1日 南越前町 | 南越前町 |
| 今立郡杉谷村   | 明治12年12月26日 所属変更 南条郡杉谷村 | 宅良村                     | 宅良村                     | 宅良村                       | 昭和30年4月1日 今庄町      | 平成17年1月1日 南越前町 | 南越前町 |
| 湯尾村         | 湯尾村                                 | 湯尾村                     | 湯尾村                     | 湯尾村                       | 昭和30年4月1日 今庄町      | 平成17年1月1日 南越前町 | 南越前町 |
| 燧村           | 燧村                                   | 湯尾村                     | 湯尾村                     | 湯尾村                       | 昭和30年4月1日 今庄町      | 平成17年1月1日 南越前町 | 南越前町 |
| 八乙女村       | 八乙女村                               | 湯尾村                     | 湯尾村                     | 湯尾村                       | 昭和30年4月1日 今庄町      | 平成17年1月1日 南越前町 | 南越前町 |
| 社谷村         | 社谷村                                 | 湯尾村                     | 湯尾村                     | 湯尾村                       | 昭和30年4月1日 今庄町      | 平成17年1月1日 南越前町 | 南越前町 |
| 清水村         | 清水村                                 | 南日野村                   | 南日野村                   | 昭和29年1月1日 南条村        | 昭和39年9月1日 町制 南条町 | 平成17年1月1日 南越前町 | 南越前町 |
| 西大道村       | 西大道村                               | 南日野村                   | 南日野村                   | 昭和29年1月1日 南条村        | 昭和39年9月1日 町制 南条町 | 平成17年1月1日 南越前町 | 南越前町 |
| 東大道村       | 東大道村                               | 南日野村                   | 南日野村                   | 昭和29年1月1日 南条村        | 昭和39年9月1日 町制 南条町 | 平成17年1月1日 南越前町 | 南越前町 |
| 東大道村       | 明治初年 分立 新河原村                 | 南日野村                   | 南日野村                   | 昭和29年1月1日 南条村        | 昭和39年9月1日 町制 南条町 | 平成17年1月1日 南越前町 | 南越前町 |
| 東谷村         | 東谷村                                 | 南日野村                   | 南日野村                   | 昭和29年1月1日 南条村        | 昭和39年9月1日 町制 南条町 | 平成17年1月1日 南越前町 | 南越前町 |
| 脇本村         | 脇本村                                 | 南日野村                   | 南日野村                   | 昭和29年1月1日 南条村        | 昭和39年9月1日 町制 南条町 | 平成17年1月1日 南越前町 | 南越前町 |
| 上平吹村       | 上平吹村                               | 南日野村                   | 南日野村                   | 昭和29年1月1日 南条村        | 昭和39年9月1日 町制 南条町 | 平成17年1月1日 南越前町 | 南越前町 |
| 鋳物師村       | 鋳物師村                               | 北杣山村                   | 北杣山村                   | 昭和29年1月1日 南条村        | 昭和39年9月1日 町制 南条町 | 平成17年1月1日 南越前町 | 南越前町 |
| 上野村         | 上野村                                 | 北杣山村                   | 北杣山村                   | 昭和29年1月1日 南条村        | 昭和39年9月1日 町制 南条町 | 平成17年1月1日 南越前町 | 南越前町 |
| 金粕村         | 金粕村                                 | 北杣山村                   | 北杣山村                   | 昭和29年1月1日 南条村        | 昭和39年9月1日 町制 南条町 | 平成17年1月1日 南越前町 | 南越前町 |
| 堂宮村         | 堂宮村                                 | 北杣山村                   | 北杣山村                   | 昭和29年1月1日 南条村        | 昭和39年9月1日 町制 南条町 | 平成17年1月1日 南越前町 | 南越前町 |
| 牧谷村         | 牧谷村                                 | 北杣山村                   | 北杣山村                   | 昭和29年1月1日 南条村        | 昭和39年9月1日 町制 南条町 | 平成17年1月1日 南越前町 | 南越前町 |
| 鯖波村         | 鯖波村                                 | 南杣山村                   | 南杣山村                   | 昭和29年1月1日 南条村        | 昭和39年9月1日 町制 南条町 | 平成17年1月1日 南越前町 | 南越前町 |
| 阿久和村       | 阿久和村                               | 南杣山村                   | 南杣山村                   | 昭和29年1月1日 南条村        | 昭和39年9月1日 町制 南条町 | 平成17年1月1日 南越前町 | 南越前町 |
| 奥野々村       | 奥野々村                               | 南杣山村                   | 南杣山村                   | 昭和29年1月1日 南条村        | 昭和39年9月1日 町制 南条町 | 平成17年1月1日 南越前町 | 南越前町 |
| 中小屋村       | 中小屋村                               | 南杣山村                   | 南杣山村                   | 昭和29年1月1日 南条村        | 昭和39年9月1日 町制 南条町 | 平成17年1月1日 南越前町 | 南越前町 |
| 上別所村       | 上別所村                               | 南杣山村                   | 南杣山村                   | 昭和29年1月1日 南条村        | 昭和39年9月1日 町制 南条町 | 平成17年1月1日 南越前町 | 南越前町 |
| 河野浦         | 河野浦                                 | 河野村                     | 河野村                     | 河野村                       | 河野村                     | 平成17年1月1日 南越前町 | 南越前町 |
| 今泉浦         | 今泉浦                                 | 河野村                     | 河野村                     | 河野村                       | 河野村                     | 平成17年1月1日 南越前町 | 南越前町 |
| 大谷浦         | 大谷浦                                 | 河野村                     | 河野村                     | 河野村                       | 河野村                     | 平成17年1月1日 南越前町 | 南越前町 |
| 甲楽城浦       | 甲楽城浦                               | 河野村                     | 河野村                     | 河野村                       | 河野村                     | 平成17年1月1日 南越前町 | 南越前町 |
| 大良浦         | 大良浦                                 | 河野村                     | 河野村                     | 河野村                       | 河野村                     | 平成17年1月1日 南越前町 | 南越前町 |
| 糠浦           | 糠浦                                   | 河野村                     | 河野村                     | 河野村                       | 河野村                     | 平成17年1月1日 南越前町 | 南越前町 |
| 赤萩村         | 赤萩村                                 | 河野村                     | 河野村                     | 河野村                       | 河野村                     | 平成17年1月1日 南越前町 | 南越前町 |
| 具谷村         | 具谷村                                 | 河野村                     | 河野村                     | 河野村                       | 河野村                     | 平成17年1月1日 南越前町 | 南越前町 |
| 河内村         | 河内村                                 | 河野村                     | 河野村                     | 河野村                       | 河野村                     | 平成17年1月1日 南越前町 | 南越前町 |
| 八田村         | 八田村                                 | 河野村                     | 河野村                     | 河野村                       | 河野村                     | 平成17年1月1日 南越前町 | 南越前町 |
| 敦賀郡菅谷村   | 明治18年 所属変更 南条郡菅谷村         | 河野村                     | 河野村                     | 河野村                       | 河野村                     | 平成17年1月1日 南越前町 | 南越前町 |

## 行政
石川県南条・今立郡長
| 代 | 氏名 | 就任年月日                 | 退任年月日               | 備考         |
| -- | ---- | -------------------------- | ------------------------ | ------------ |
| 1  |      | 明治11年（1878年）12月17日 |                          |              |
|    |      |                            | 明治14年（1881年）2月6日 | 福井県に移管 |

福井県南条・今立郡長
| 代 | 氏名 | 就任年月日               | 退任年月日                | 備考 |
| -- | ---- | ------------------------ | ------------------------- | ---- |
| 1  |      | 明治14年（1881年）2月7日 |                           |      |
|    |      |                          | 明治24年（1891年）3月31日 | 廃官 |

福井県南条郡長
| 代 | 氏名 | 就任年月日               | 退任年月日                | 備考                   |
| -- | ---- | ------------------------ | ------------------------- | ---------------------- |
| 1  |      | 明治24年（1891年）4月1日 |                           |                        |
|    |      |                          | 大正15年（1926年）6月30日 | 郡役所廃止により、廃官 |